# (3884) Алфёров
(3884) Алфёров (лат. Alferov) — типичный астероид главного пояса, открыт 13 марта 1977 года советским астрономом Николаем Черных в Крымской астрофизической обсерватории и 22 февраля 1997 года назван в честь советского и российского учёного-физика Жореса Алфёрова.

## Обнаружение и именование
(3884) Алфёров
Открыт 13 марта 1977 года в Научном Н. С. Черных.
Назван в честь выдающегося физика и академика Жореса Ивановича Алфёрова (р. 1930), директора Физико-технического института имени Иоффе в Санкт-Петербурге. Алферов внёс фундаментальный вклад в физику твёрдых тел и полупроводников, полупроводниковых гетероструктур, полупроводниковой и квантовой электроники. Назван первооткрывателем по предложению Института теоретической астрономии. Алфёров был удостоен Нобелевской премии по физике 2000 года вместе с Г. Крёмером (смотрите цитату для малой планеты (24751)) и Дж. Килби.
Оригинальный текст (англ.)3884 Alferov
Discovered 1977-03-13 by Chernykh, N. at Nauchnyj.
Named in honor of the outstanding physicist and academician Zhores Ivanovich Alferov (b. 1930), director of the Ioffe Physical and Technical Institute in St. Petersburg. Alferov made fundamental contributions to the physics of solid bodies and semiconductors, semiconductor heterostructures and semiconductor and quantum electronics. Named by the discoverer following a suggestion by the Institute of Theoretical Astronomy. Alferov was honored by the Nobel Prize in Physics 2000, together with H. Kroemer {see planet (24751)} and J. S. Kilby.
Источники: DISCOVERY.DB; M.P.C. 29143.

## Орбита

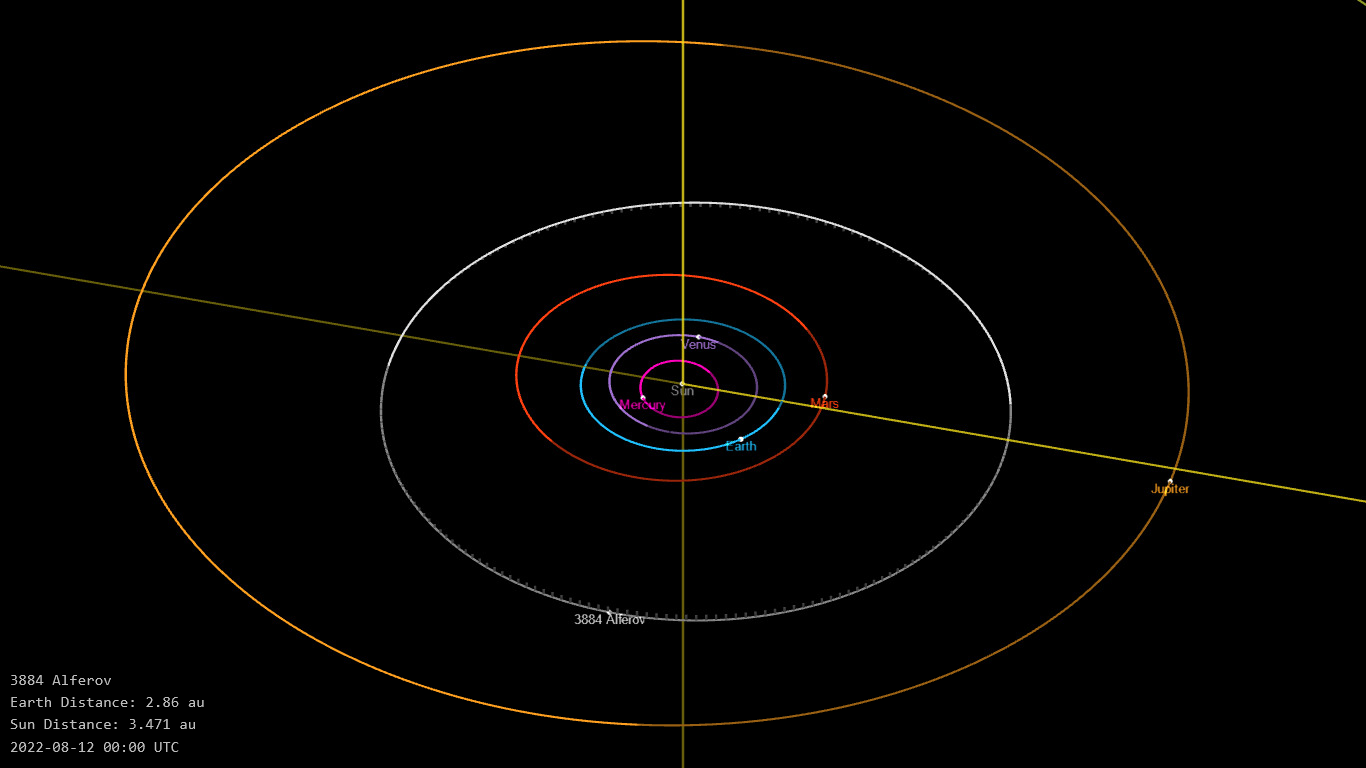
Орбита астероида Алфёров и его положение в Солнечной системе

## Физические характеристики
Из наблюдений телескопа VISTA следует, что астероид относится к таксономическому классу Ad, а из наблюдений системы Asteroid Terrestrial-impact Last Alert System и результатов съёмки неба камерой в рамках проекта Zwicky Transient Facility — к классу C.
По результатам наблюдений в видимом и ближнем инфракрасном диапазоне космического телескопа NEOWISE диаметр астероида оценивался равным 13,386±0,076 км, 15,02±3,35 км, 11,34±3,66 км, 15,99±3,95 км и 15,79±5,25 км. Согласно тем же источникам альбедо оценивается как 0,0593±0,0079, 0,05±0,02, 0,07±0,06, 0,059±0,008, 0,046±0,032 и 0,041±0,051.